# Jarnsaxa (mjesec)
Jarnsaxa (također Saturn L) je prirodni satelit planeta Saturn otkriven 2006. godine. Vanjski nepravilni satelit iz Nordijske grupe s oko 6 kilometara u promjeru i orbitalnim periodom od 943,784 dana.